# 텐리 올브라이트
텐리 에마 올브라이트(영어: Tenley Emma Albright, 1935년 7월 18일 ~ )는 미국의 피겨 스케이팅 선수이다. 매사추세츠주 뉴튼 센트리 출신으로 1956년 코르티나 담페초 동계 올림픽에서 미국 여자 피겨 스케이팅 선수 중 최초로 금메달을 목에 걸었다. 그녀는 또한 1952년부터 1956년까지 전미국 선수권 대회에서 5연패했다. 그녀는 1953년부터 1955년까지 세계 선수권 대회에서 우승했으며 1952년 동계 올림픽에서는 은메달을 목에 걸었다.

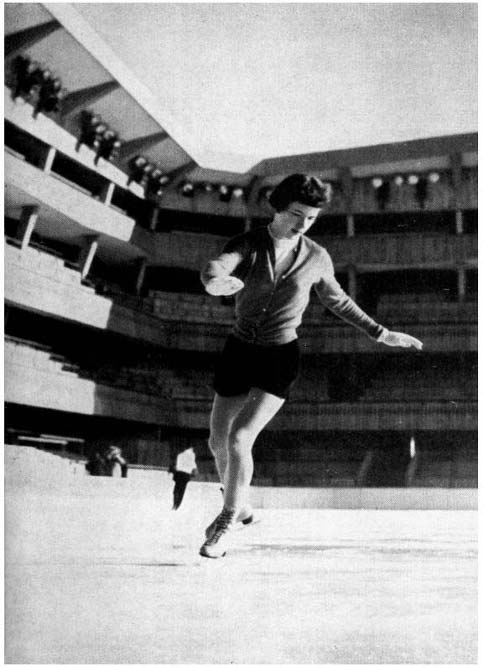
1956년 동계 올림픽 당시의 올브라이트

## 생애 및 선수경력
올브라이트는 11세때 소아마비를 앓았다. 올브라이트는 1952년 동계 올림픽에서 은메달을 획득했다. 올브라이트는 1956년 시즌을 마지막으로 현역에서 은퇴했지만 대다수의 상위 선수들과 다르게 그녀는 프로로 전향하지 않았다. 보스턴의 윈저학교를 졸업하고 그녀는 1953년에 하버드 대학 래드클리프 칼리지에 예비 의과대학원생(pre-med)으로 입학했다. 그녀가 1956년 동계 올림픽에서 우승한 후 학업에 전념했다. 학부를 마치고 하버드 메디컬 스쿨로 진학한 올브라이트는 1961년에 의무박사(M.D.) 학위를 취득한 후 외과의사가 되었다.

## 개인사
올브라이트의 남편은 전 리츠칼턴 호텔의 주인인 제럴드 블레이클리이다.